# ドロネーロ
ドロネーロ（伊: Dronero）は、イタリア共和国ピエモンテ州クーネオ県にある、人口約7,000人の基礎自治体（コムーネ）。

## 地理

### 位置・広がり

#### 隣接コムーネ
隣接するコムーネは以下の通り。
- ブスカ
- カラーリオ
- カルティニャーノ
- カステルマーニョ
- モンテマーレ・ディ・クーネオ
- モンテロッソ・グラーナ
- プラドレーヴェス
- ロッカブルーナ
- サン・ダミアーノ・マクラ
- ヴィッラール・サン・コスタンツォ

#### 地震分類
イタリアの地震リスク階級 (it) では、3s 
に分類される。

## 行政

### 分離集落
ドロネーロには、以下の分離集落（フラツィオーネ）がある。
- Archero, Borgata Lerda, Borgata Nuova, Borgetto, Fornace, Gangotta Sottana, Lerda, Madonna Addolorata, Monastero, Murassone Nasani, Perotti, Ponte di Bedale, Pratavecchia, Ripoli, Ruà del Prato, San Maurizio, Santa Lucia, Sant'Anna di Piossasco, Tetti